# 吸収式冷凍機
吸収式冷凍機（きゅうしゅうしきれいとうき）は、吸収力の高い液体に冷媒を吸収させて発生する低圧によって、別の位置の冷媒を気化させて低温を得る冷凍機である。また、熱駆動ヒートポンプとしての利用も可能である。
冷媒 - 吸収液として、空調用の水 - 臭化リチウム・冷凍用のアンモニア - 水を使用したものが実用化されている。
基本サイクルとしては、冷媒を低温低圧の蒸発器で蒸発させ冷水・冷液をつくり、蒸発冷媒は吸収器で吸収液に吸収させる（吸収による低圧が発生して、これが蒸発器で冷媒を蒸発させる）。冷媒を吸収した吸収液は再生器で熱を加え冷媒を蒸発分離してその溶媒は再び吸収器に戻す。蒸発分離した冷媒は、凝縮器で冷却して液化し、再び蒸発器で使用する。

## 概要
アンモニア吸収冷凍機は、19世紀後半から実用化されていたが、20世紀に入り蒸気圧縮冷凍機の発達の影に隠れた存在であった。1990年代よりのフロン類の使用規制により再び開発・新設が盛んになっている。
水 - 臭化リチウムのものは、1930年代から小型の直火焚き冷温風器が開発され、1945年にアメリカのキヤリアが大型冷水製造機を市場に投入し、当時さかんに開発されていた天然ガスの拡販のために導入された。オイルショック以降、成績係数が悪いことが敬遠されていたが、二重効用吸収冷凍サイクルの開発などの高効率化、フロン類の規制への対応のための導入が行われるようになっている。
日本では、1958年（昭和33年）に水 - 臭化リチウムのものがはじめて導入され、以後電力需要の平準化を目的として盛んに導入されている。アンモニア吸収冷凍機は、1966年に国産化されたが、規制が厳しくごく少数が使用されるのにとどまっていた。規制緩和により工業用冷凍プロセスへの導入が行われるようになってきている。

## 水-臭化リチウム吸収式冷凍機
水-臭化リチウム吸収式冷凍機は、水を冷媒、オクチルアルコールなどの伝熱促進剤・クロム酸などの防食材を添加した臭化リチウムを吸収液として使用するものである。
次のような特徴がある。
利点
- 消費電力が少なく電力の最大需要を抑えられる。
- フロン類を使用しない。
- 内部圧力が外部よりも低いため、圧力容器・ボイラーとならず冷凍機本体の運転に資格が不要である。（ただし、熱源として蒸気・高温水ボイラーを使用する場合はその資格が必要である）

欠点
- ほぼ真空状態で運転が行われるため、抽気・真空度検査などの定期点検を行わないと、機器効率が極端に低下する。
- 同容量の蒸気圧縮冷凍機と比較して、排熱量が多く大型の冷却塔が必要である。また、空冷化が困難でもある。
- 蒸気圧縮冷凍機と比較して、内部の熱容量が大きく起動に時間がかかる。
- 臭化リチウムは腐食性が強いため、クロム酸などの有害物質を防食材として吸収液に添加する必要がある。

　（現在ではクロム酸を使用する事は無く、モリブデン酸の添加物を使用している。）

### 直焚き式二重効用吸収式冷温水器
バーナーの燃焼で再生器を直接熱し2段階の熱利用を行うものである。都市ガス・液化石油ガス・灯油・A重油・木質ペレットなどが燃料として使用される。冬季には温水器として使用でき、暖房用ボイラーと蒸気圧縮冷凍機とを設置する場合と比較して、設置面積が小さくなる。
温水の取り出しには次のようなものがある。
1. 蒸発器 : 内部の配管を切替えて、冷房時と同じ蒸発器から温水を取り出すものであり、中小型機のほとんどを占める。冷温水同時取り出しは不可能である。
2. 吸収器・凝縮器の直列通水 : 冷却水配管から温水を取り出すものである。第一種吸収ヒートポンプとしての冷温水同時取り出しが可能である。
3. 別置き温水熱交換器 : 温水熱交換機を別に設けるものである。夏季に温水器を切り離すことが可能であり、冷温水同時取り出し時の温水の温度調節が容易である。
4. 低温再生器：冷房運転時に能力の10%程度の温水を取り出す事が出来る。

### 二重効用吸収式冷凍機
蒸気を熱源とした、再生器で2段階の熱利用を行うものである。蒸気が夏季も供給される病院・ホテル・工場で用いられるほか、信頼性を高めたヘビーロードタイプが地域熱供給で導入されている。

### 温水投入単効用吸収式冷凍機
単効用で熱効率が劣るが、コジェネレーションなどの温水排熱や太陽熱を利用するために使用する。

### 直焚き式三重効用吸収式冷温水機
バーナーの燃焼で再生器を直接熱し3段階の熱利用を行うものである。高温再生器が高温高圧となるためボイラー・圧力容器としての規制を受けるが、COP1.6以上が可能である。2005年川重冷熱工業が世界で初めて商品化に成功した。

## 主な冷凍サイクル
水-臭化リチウム
- 単効用吸収冷凍サイクル
- 二重効用吸収冷凍サイクル
- 三重効用吸収冷凍サイクル
- 第二種吸収ヒートポンプサイクル

アンモニア-水
- アンモニア吸収冷凍機